# ایستکوت
longitudeایستکوتlatitudeایستکوت
ایستکوت (به انگلیسی: Eastcote) یک ناحیه در بریتانیا است که در لندن واقع شده‌است.